# Ecvide

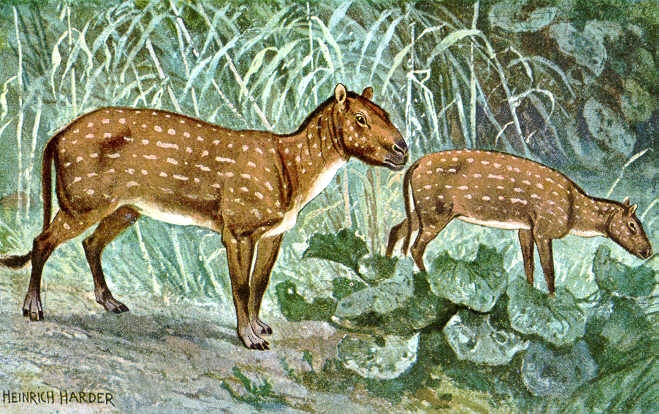
† Hyracotherium

Ecvide (singular: ecvideu), în latină Equidae de la equus - cal, este o denumire generică pentru o familie de mamifere, nerumegătoare, imparicopitate (cu o singură copită), fără coarne și fără veziculă biliară, care include:
- calul sălbatic,
  - calul domestic,
  - calul lui Przewalski,
- măgarul / asinul,
  - bardoul,
  - catârul,
- zebra
  - zebra lui Grevy,
  - zebra de stepă,
  - zebra de munte,
- onagrul,
  - colunul,
- kiangul

Familia Equidae este încadrată de Faider et al., 1976 în ordinul Perissodactyla (Mesaxonia).
În Ordinul nr.159 din 12 aprilie 2002 al ministrului agriculturii, alimentației și pădurilor pentru aprobarea Normei sanitare veterinare privind stabilirea condițiilor de sănătate a animalelor, ce reglementează comerțul României cu statele membre ale Uniunii Europene și importul din țările terțe de animale, material seminal, ovule și embrioni de la specii ce nu sunt prevăzute de legislația specifică, apare următoarea definiție: 
ecvidee sunt animale sălbatice sau domestice din specia ecvine, incluzând zebra și asinii, precum și produșii rezultați din împerecherea acestora.

## Caracterele generale ale familiei ecvidelor
- Piciorul
  - este mult alungit;
  - se termină cu un singur deget;
  - celelalte degete sunt atrofiate și se păstrează la adulți sub forma unor oase mici ca niște simple baghete.
- Pilozitatea
  - prezintă păr bogat la coadă;
  - prezintă de asemenea păr bogat pe partea dorsală și mediană a gâtului, păr care formează coama.
- Formula dentară este {\displaystyle {\frac {3.1.3.3}{3.1.3.3}}}
- Răspândire
  - Eurasia și Africa
- Multe specii ale familiei au fost domesticite și folosite în gospodăria oamenilor ca animale de transport, povară și călărie.